# Enrique Riera Figueredo
Enrique Manuel Riera Figueredo (San Bernardino, 17 de febrero de 1928-Asunción, 12 de abril de 2005) fue un político y ganadero paraguayo.

## Primeros años y educación
Nació en la ciudad de San Bernardino el 17 de febrero de 1928, hijo de Manuel Riera Milleres y Enriqueta Figueredo Rojas. Abogado egresado de la Facultad de Derecho de la Universidad Nacional de Asunción.

## Carrera
Riera Figueredo fue partidario de la Asociación Nacional Republicana (ANR) Partido Colorado y miembro del Movimiento Popular Colorado (MOPOCO).
En la década de los años 1950 fue elegido Diputado del Congreso Nacional. Se enfrentó a la dictadura impuesta por el general Alfredo Stroessner, hecho que provocó su exilio del país en varias ocasiones, siendo la primera en el año 1959. Fue perseguido y encerrado incontables veces durante la dictadura. Es considerado un luchador incansable por la democracia del país.
Durante años ejerció de Presidente y director de Ganadera Riera S.A. (Lobo Cua), estancia de la familia ubicada cerca de la ciudad de Caraguatay (departamento de Cordillera).
Fue Presidente de la Asociación Rural del Paraguay (ARP) en seis ocasiones y Presidente de la Federación de la Producción, la Industria y el Comercio (FEPRINCO).

## Vida personal
Se casó con María del Carmen Escudero Prieto, española de San Sebastián. Tuvo cinco hijos: María del Carmen, Manuel, Irene, María Teresa, Enrique.

## Muerte
Falleció el 12 de abril de 2005, en Asunción. Fue velado en la ARP ante más de un millar de personas, entre discursos y homenajes, y con el llamativo detalle que las florerías de Asunción quedaron vacías por la cantidad de coronas y reconocimientos que se le hicieron.
La marcha a su entierro fue dirigida por la Policía Municipal hasta la Iglesia de Caraguatay, donde también fue velado por sus compueblanos, para luego ser enterrado en el cementerio de Lobo Cua, junto con sus padres. Una bandera paraguaya y una bandera colorada cubrieron el cajón, el que fue acompañado con una marcha de personales de la estancia, a caballo, junto con su tordillo.
Años más tarde, el Salón Social Tattersal de la Asociación Rural del Paraguay cambió su denominación a Salón Social Dr. Enrique Riera.
- Datos: Q5833529